# 生頼昭憲
生頼 昭憲（おうらい あきのり、1942年12月14日 - ）は、日本のアニメーション監督、演出家。

## 人物
1963年10月に東映動画（現：東映アニメーション）へ入社。
1972年8月に「スタジオNo.1」を設立。

## 主な作品

### テレビアニメ
- 宇宙パトロールホッパ（1965年） - 動画
- 海賊王子（1966年） - 作画
- 魔法使いサリー（1966年 - 1968年） - 作画監督
- ピュンピュン丸（1967年） - 作画監督
- ゲゲゲの鬼太郎（第1作）（1968年 - 1969年） - 作画・作画監督
- もーれつア太郎（1969年） - 作画監督
- アパッチ野球軍（1971年 - 1972年） - 作画監督
- ゲゲゲの鬼太郎（第2作）（1971年 - 1972年） - 作画・作画監督・メインキャラデザイン[1]
- マジンガーZ（1972年 - 1974年） - 演出
- ドラえもん (1973年のテレビアニメ)（1973年） - 絵コンテ・作画監督
- ドロロンえん魔くん（1973年 - 1974年） - 演出
- ゲッターロボ（1974年 - 1975年） - 演出
- 少年徳川家康（1974年） - 演出
- ゲッターロボG（1975年 - 1976年） - 演出
- UFOロボ グレンダイザー（1975年 - 1977年） - 絵コンテ
- 一休さん（1975年 - 1982年） - 演出
- 大空魔竜ガイキング（1976年 - 1977年） - 演出
- ジェッターマルス（1977年） - 演出
- 惑星ロボ ダンガードA（1977年 - 1978年） - 演出
- おれは鉄兵（1977年 - 1978年） - 絵コンテ
- アローエンブレム グランプリの鷹（1977年 - 1978年） - 演出
- 宇宙海賊キャプテンハーロック（1978年 - 1979年） - 演出
- 闘将ダイモス（1978年 - 1979年） - 絵コンテ
- 銀河鉄道999（1978年 - 1979年） - 演出
- 未来ロボ ダルタニアス（1979年 - 1980年） - ストーリーボード
- サイボーグ009（1979年 - 1980年） - ストーリーボード
- ドラえもん (1979年のテレビアニメ)（1979年 - 2005年） - 演出
- 円卓の騎士物語 燃えろアーサー（1979年 - 1980年） - 監督
- 魔法少女ララベル（1980年 - 1981年） - 作画監督
- ハロー!サンディベル（1981年 - 1982年） - 演出
- めちゃっこドタコン（1981年） - 演出
- タイガーマスク二世（1981年 - 1982年） - 演出
- あさりちゃん（1982年 - 1983年） - 演出
- 機甲艦隊ダイラガーXV（1982年 - 1983年） - 演出
- わが青春のアルカディア 無限軌道SSX（1982年 - 1983年） - 演出
- キン肉マン（1983年 - 1986年） - 演出
- らんぽう（1984年） - コンテ
- あした天気になあれ（1984年 - 1985年） - 絵コンテ
- ゲゲゲの鬼太郎（第3作）（1985年 - 1988年） - 演出
- トランスフォーマー ザ☆ヘッドマスターズ（1987年 - 1988年） - 演出
- ハロー!レディリン（1988年） - 演出
- まじかるハット（1989年 - 1990年） - コンテ・演出
- からくり剣豪伝ムサシロード（1990年 - 1991年） - 絵コンテ
- 三つ目がとおる（1990年 - 1991年） - 演出・絵コンテ
- 炎の闘球児 ドッジ弾平（1991年 - 1992年） - 絵コンテ・演出
- ウルトラマンキッズ 母をたずねて3000万光年（1991年 - 1992年） - 演出
- お〜い!竜馬（1992年 - 1993年） - 演出
- おやゆび姫物語（1992年 - 1993年） - コンテ・演出
- ツヨシしっかりしなさい（1992年 - 1994年） - コンテ・演出
- 風の中の少女 金髪のジェニー（1992年 - 1993年） - 絵コンテ・演出
- 冒険者－THE MAN WAS FROM SPAIN－（1992年 - 1993年） - 演出・絵コンテ
- ポコニャン!（1993年 - 1996年） - 演出

### OVA
- 永遠のフィレーナ2（1992年） - 絵コンテ

### その他
- 世界名作童話 まんがシリーズ（1979年） - 演出[2]
  - みにくいあひるの子
  - シンデレラ姫